# Godemir
Ban Godimir bio je hrvatski ban koji se spominje u prijepisu Povelje kralja Petra Krešimira iz 1067./1068. godine. 
Iz darovnice hrvatsko-ugarskog kralja Andrije danoj 1206. cistercitskoj opatiji Blažene Djevice Marije de Toplica u Topuskom među inim spominje se i zemlja negdašnjeg bana Godimira pod imenom "Zemlja Godimira" na sjevernoj granici opatije između rijeka Kupe i Save. Iz listina topuskih cistercita saznajemo da je "Godimirova zemlja" imenovana kao "Predi Hruševec" a Godimirovi potomci pisani su kao Godinići, također nazivani i plemići od Hruševca te su uz nasljeđene plemićke povlastice obnašali najviše vojničke dužnosti sve do propasti Topuske opatije.